# Calamus dianbaiensis
Calamus dianbaiensis är en enhjärtbladig växtart som beskrevs av Chao Fen Wei. Calamus dianbaiensis ingår i släktet Calamus och familjen Arecaceae. Inga underarter finns listade i Catalogue of Life.